# Сенной цвет
Сенной цвет — (лат. Graminis flos) — смесь скошенных частей цветов, семян, листьев различных луговых растений и измельченных стеблей.

## Заготовка
Скошенное сено с лугов неоднократно просеивают, чтобы сначала освободить его от грубых частей, затем от песка, пыли и земли. Остающиеся части соцветий и листьев, семена и мелкие кусочки стеблей хранят в сухом месте. В сельской местности «сенным цветом» называют все части растения, которые не подхватываются вилами.

## Целебные свойства
Дикорастущие злаки по своему составу очень различны, поэтому однозначно нельзя сказать, что входит в состав сенного цвета. Известно, что в различном количестве в сенном цвете содержатся флавоноиды, дубильные вещества, эфирные масла, кумарины, фумарокумарины. Сенной цвет используется только в народной медицине: для накладывания повязок и паровых ванн с целью облегчения болей, успокоения и снятия напряжения мышц, сведенных судорогой, для улучшения эластичности соединительной ткани, для стимуляции кровообращения и активизации тканевого обмена. Травяные ванны, травяные обертывания и даже «травяная рубашка» считаются в народной медицине действенным средством для поднятия защитных сил организма и с успехом используются при гриппозных инфекциях и высокой температуре. Очень помогают также травяные ванны при ревматизме, при недугах, связанных с возрастными явлениями, при вегетативной дистонии и кожных болезнях; травяные ванны и травяные примочки хороши и при болезнях почек и мочевого пузыря. Очень хороши паровые ванны с сенным цветом начиная с 36 недели беременности. Побочных действий или аллергических реакции от применения сенного цвета нужно опасаться только в очень редких случаях. Однако надо помнить, что сенной цвет не должен назначаться при открытых травмах и острых воспалениях.